# Oorlogen tussen Mysore en de Britten
De vier oorlogen tussen Mysore en de Britten waren in de 18e eeuw gewapende conflicten om de heerschappij over het uiterste zuiden van India tussen het sultanaat Mysore en de Britse East India Company. Mysore werd in deze conflicten bijgestaan door de Fransen. Onder sultan Haider Ali had Mysore een modern leger opgebouwd dat bedreven was in Europese krijgstechnieken. De sultan wist de Britten in de eerste en tweede oorlogen (1767-1769 en 1780-1784) grote verliezen toe te brengen, maar een beslissende overwinning bleef uit. In de derde en vierde oorlogen (1790-1792 en 1799) versloegen de Britten Haiders zoon Tipu Sultan om Mysore daarna te annexeren. Het gevolg was de vestiging van direct Brits territoriaal bestuur over het zuiden van India.
De vier oorlogen zijn:
- Eerste Oorlog tussen Mysore en de Britten (1767-1769)
- Tweede Oorlog tussen Mysore en de Britten (1780-1784)
- Derde Oorlog tussen Mysore en de Britten (1790-1792)
- Vierde Oorlog tussen Mysore en de Britten (1799)